# Walt Disney World Railroad
A Walt Disney World Railroad (WDWRR) egy 3 láb (914 mm) nyomtávolságú örökségvédelem alatt álló vasút és attrakció, amely a Walt Disney World Magic Kingdom vidámparkjában, a floridai Bay Lake-ben található, az Amerikai Egyesült Államokban. Útvonala 1,5 mérföld (2,4 km) hosszú, és a park nagy részét körbejárja, a park három különböző területén található vasútállomásokkal. A WED Enterprises által épített vasútvonal négy történelmi gőzmozdonnyal közlekedik, amelyeket eredetileg a Baldwin Locomotive Works gyártott. A WDWRR fővonali hurokban egy-egy vonat körülbelül 20 perc alatt tesz meg egy körutat. Egy átlagos napon a vasút két vonatot közlekedtet, forgalmas napokon pedig három vonatot.
A WDWRR fejlesztését Roger E. Broggie vezette, aki a kaliforniai Anaheimben található Disneyland Railroad építését is felügyelte. Az attrakció mozdonyait a Ferrocarriles Unidos de Yucatán, egy mexikói keskeny nyomtávú vasúti rendszertől szerezték be. Miután az Egyesült Államokba szállították őket, átalakították őket, hogy hasonlítsanak az 1880-as években épült mozdonyokra, és üzemképes állapotba hozták őket. Mindegyik mozdony kapott egy szerelvénnyi személykocsit is, amelyeket a semmiből építettek.
A WDWRR 1971. október 1-jén nyílt meg először a nagyközönség előtt, ugyanazon a napon, amikor a Magic Kingdom park megnyílt. Azóta a WDWRR a világ egyik legnépszerűbb gőzüzemű vasútjává vált, évente mintegy 3,7 millió utassal.

## Története

### Felfedezés Mexikóban

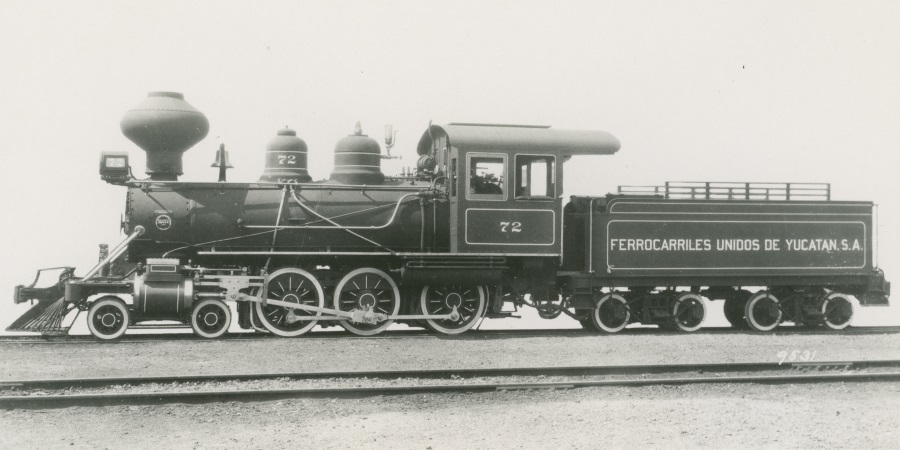
Fekete-fehér kép egy régi gőzmozdonyról és a szénszállító kocsijáról

Egy tipikus mozdony a mexikói Ferrocarriles Unidos de Yucatánon, ahol a WDWRR mozdonyait megtalálták.
A Walt Disney World Railroad (WDWRR) fejlesztését az 1960-as évek végétől az 1971-es megnyitásáig Roger E. Broggie, a Mapo, Inc. alelnöke és vezérigazgatója felügyelte, Broggie korábban a Disneyland Railroad építését felügyelte a kaliforniai Anaheimben található Disneylandben. A Disneyland vasútjával kapcsolatos tapasztalatai alapján Broggie megállapította, hogy jobb a meglévő gőzmozdonyokat használni, mint teljesen a semmiből építeni, mint a Disneyland Railroad első két mozdonyát.
1968-ban kapcsolatba lépett Gerald M. Best vasúttörténésszel, aki nemrég írta meg a Mexikói keskeny nyomtávú vasútról szóló könyvet, amely olyan mozdonyokról tartalmazott információkat, amelyeket a mexikói Yucatánban, Méridában található vasúti roncstelepen lehetett beszerezni, amely a Ferrocarriles Unidos de Yucatán tulajdonában volt. Ez egy 914 mm (3 láb) keskeny nyomtávú rendszer volt, ugyanolyan nyomtávú, mint a Disneyland Railroad.
1969-ben Broggie a Disney munkatársával és a vasútépítési szakértő Earl Vilmerrel együtt Méridába utazott, hogy megvizsgálja a helyzetet. 1969-ben megállapították, hogy négy, a Baldwin Locomotive Works által épített mozdony potenciálisan megmenthető, valamint egy ötödik, a Pittsburgh Locomotive and Car Works által épített mozdony, amely a vasúttársaság székhelye előtt volt kiállítva. Broggie összesen 32 750 dollárt fizetett mind az öt mozdonyért (8000 dollárt mozdonyonként a csontkertből, plusz további 750 dollárt az ötödik mozdonyért). A mozdonyokat, valamint egy válogatott réz szerelvényt és más, ingyenesen odaadott alkatrészeket azonnal vasúton szállították vissza az Amerikai Egyesült Államokba.

### Restaurálás Floridában
A Roger Broggie által megszerzett öt mozdonyt és a pótalkatrészeket a floridai Tampa Ship Repair & Dry Dock Company-ba küldték, hogy megkapják a tervezett WDWRR-hez szükséges esztétikai és mechanikai felújításokat. Abban az időben ez volt a floridai Bay Lake-ben található Walt Disney World telephelyhez legközelebbi létesítmény, amely rendelkezett a teljes méretű vasúti gördülőállomány befogadásához szükséges helyiséggel és felszereléssel. Itt Earl Vilmer közlekedési főfelügyelőt, aki Broggie-t elkísérte a mexikói útjára, valamint Bob Harpur projektmérnököt és a létesítmény gépészfelügyelőjét, George Brittont bízták meg a projekt befejezésével.
A felújítás általános elképzelése az volt, hogy a mozdonyok úgy nézzenek ki, mintha az 1880-as években épültek volna. Ez új rombusz alakú füstcsöveket és szögletes fényszórókat tartalmazott volna. A Baldwin Locomotive Works által épített négy mozdony eredeti, leromlott állapotú kazánjait a Dixon Boiler Works által épített új, kisebb kazánokra cserélték. Az elhasználódott fa- és acélfülkéiket üvegszálas újakra cserélték, és új szerkocsit kaptak, amelyek az eredetiek forgóvázait használták. A mozdonyok számos kisebb eredeti alkatrészét, például a kazánok tetején lévő kupolákat és sárgaréz harangokat, a vázakat, a kerekeket és az oldalrudakat sikeresen felújították és megtartották. A mozdonyok tűzterét is átalakították, hogy gázolajat égethessenek. Az építői táblák másolatai is készültek az eredetiek helyett. A négy Baldwin mozdony és tendereik restaurálási költsége egyenként 125 000 dollár körül volt.
A velük együtt megvásárolt Pittsburgh Locomotive and Car Works mozdonyt nem lehetett felújítani. Az 1902-ben épült mozdony volt a legrégebbi a megvásárolt öt mozdony közül, és úgy ítélték meg, hogy túl sok problémája van ahhoz, hogy újjáépítsék. Néhány alkatrészét megmentették, hogy segítsék a négy Baldwin mozdony helyreállítását, beleértve a kéményét is, amelyet a WDWRR 4. számú mozdonyára szereltek fel. Ezután a Pittsburgh Locomotive and Car Works mozdony maradványait használaton kívül a kaliforniai Glendale-ben lévő WED Enterprisesnál tárolták, mielőtt az 1980-as évek közepén eladták egy ismeretlen mozdonykereskedőnek.

### A megnyitástól napjainkig
A WDWRR négy mozdonyának felújítása, valamint öt új, nyitott, Narragansett-stílusú kiránduló kocsi építése mindegyikhez (összesen húsz) kevesebb mint két év alatt készült el. 1971 áprilisában szállították le a Magic Kingdom parkba az első elkészült öt személykocsiból álló szerelvényt, az első kész mozdony pedig 1971. május 15-én érkezett meg, néhány hónappal a park megnyitása előtt. A Disneyland Railroadon a Disneyland 1955. július 17-i nyitónapján közlekedő gőzmozdonyokhoz hasonlóan a WDWRR gőzmozdonyai voltak a Magic Kingdom park első elkészült attrakciói, és a park 1971. október 1-jei megnyitása óta közlekednek a parkban. A WDWRR-en való utazáshoz D jegyek voltak szükségesek egészen 1982-ig, amikor is megszűntek a fizetős belépőjegy-rendszer javára, amely lehetővé tette a látogatók számára, hogy a park összes attrakcióját megtapasztalják, beleértve a WDWRR-t is. George Britton, akinek nagy szerepe volt abban, hogy a WDWRR mozdonyait felújították, a vasút megnyitásától a 2006. április 6-i nyugdíjazásáig a vasút művezetője lett. Később, 2022. október 10-én hunyt el. A WDWRR végül a világ egyik legnépszerűbb gőzüzemű vasútjává vált, évente mintegy 3,7 millió utassal.
A WDWRR megnyitása utáni első néhány hónapban a Magic Kingdom park bejáratánál lévő Main Street, U.S.A. állomás, amelyet a New York-i Saratoga Springsben található egykori viktoriánus stílusú Saratoga Springs állomás mintájára alakítottak ki, volt az egyetlen megállóhely az utasok számára az útvonalán, így csak teljes körutazások voltak lehetségesek. 1972. május 1-jén nyílt meg az első Frontierland állomás a Pecos Bill Tall Tale Inn and Café közelében, a park nyugati szélén lévő Frontierland részen.. Ez volt az egyik utolsó változás, amelyet a WDWRR-en végeztek Roger Broggie 1973. október 1-jei nyugdíjazása előtt. A Frontierland Stationt 1990 novemberében lebontották, hogy helyet adjanak az új Splash Mountain log flume attrakciónak, és helyére a jelenlegi Frontierland Stationt építették, amely 1991 decemberében nyílt meg a Splash Mountain és a Big Thunder Mountain Railroad attrakciók között. A Splash Mountain attrakció és a jelenlegi Frontierland Station építése alatt a WDWRR-t ideiglenesen Backtrack Expresszre nevezték át, és egyetlen vonatot közlekedtetett ingajárat üzemmódban a Main Street, U.S.A. közötti pályaszakaszon és Mickey's Starland szakaszok között. Ezen kívül az eredeti víztornyot a Frontierland szakaszon eltávolították, és a jelenlegi víztornyot a Mickey's Starland szakaszon építették fel. 1976 és 1977 között az Auto-Train Corporation szponzorálta a WDWRR-t.

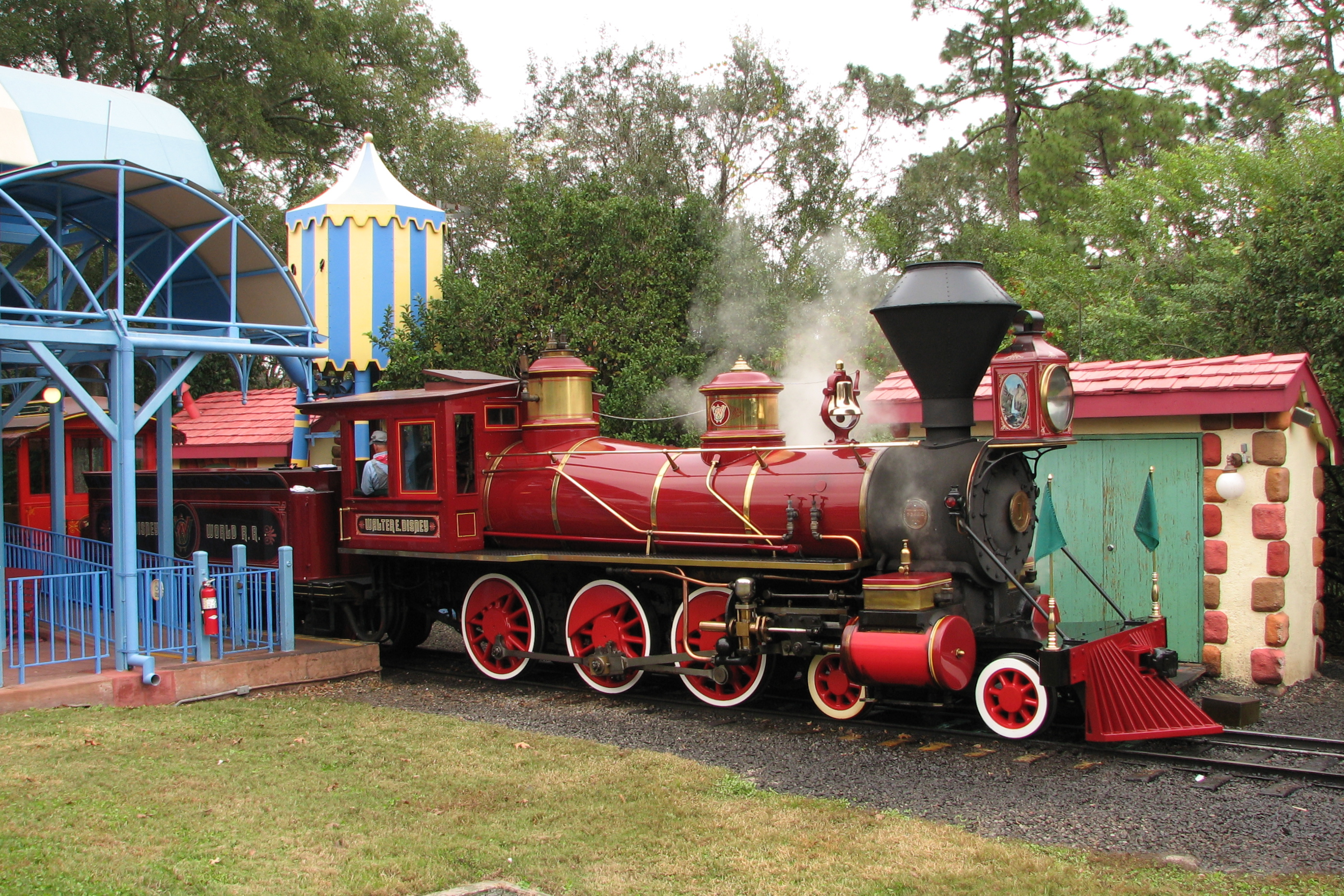
A WDWRR Mickey's Toontown Fair állomás 2008-ban, mielőtt 2012-ben Fantasyland állomássá alakították volna át

A WDWRR harmadik állomása, Mickey's Birthdayland Station 1988. június 18-án nyílt meg a Magic Kingdom park vadonatúj Mickey's Birthdayland részlegében, amely a Fantasyland részleg mellett, a park északkeleti sarkában található, és a vasút rövid ideig Mickey's Birthdayland Express néven futott, hogy népszerűsítse. Amikor a Mickey's Birthdayland részt 1990-ben Mickey's Starlandre, 1995 végén Mickey's Toylandre, 1996-ban pedig Mickey's Toontown Fairre nevezték át, a WDWRR állomásának felirata mindkét alkalommal megváltozott, de az állomás szerkezete ugyanaz maradt. 2004 közepén az állomást lebontották és teljesen újjáépítették egy sokkal rövidebb előtetővel. 2011. február 11-én a Mickey's Toontown Fair rész bezárt, hogy helyet adjon az új Storybook Circus területnek, amely a Fantasyland részleg új bővítésének része. 2012. március 12-én nyílt meg a jelenlegi Fantasyland állomás, amely a korábbi Mickey's Toontown Fair állomás helyén épült. Az új állomás területe a Carolwood Park becenevet kapta, tisztelegve Walt Disney Carolwood Pacific Railroadja előtt. 2012 áprilisában a Fantasyland Station melletti víztornyot és karbantartó épületeket átfestették, hogy illeszkedjenek az állomás új dizájnjához. Ezek voltak az utolsó kiegészítések a WDWRR-en Bob Harpur 2012 novemberében bekövetkezett halála előtt.
2018. december 3-án a WDWRR ideiglenesen bezárt a TRON Lightcycle / Run hullámvasút attrakció építése miatt a Tomorrowland részen. 2022. december 23-án a WDWRR újra megnyitotta kapuit a TRON attrakció melletti új alagúttal. Emellett az útvonal mentén számos fából készült vasúti keresztaljat kompozit műanyagra cseréltek, hogy újabb 25 évig fenntartsák a pályát. A Main Street, U.S.A. és a Frontierland állomásokat új színekre festették át. A Fantasyland állomás víztornyát teljesen felújították. Az újranyitásának médiabemutatója előtti napon a Magic Kingdom dolgozóinak felajánlották, hogy felszállhatnak és kipróbálhassák a WDWRR új utazási élményét. 2023. január 23-án a WDWRR egyik alagútját tartalmazó Splash Mountain attrakció végleg bezárt, hogy az új Tiana's Bayou Adventure névre keresztelt utazássá alakítsák át.

## Tapasztalat

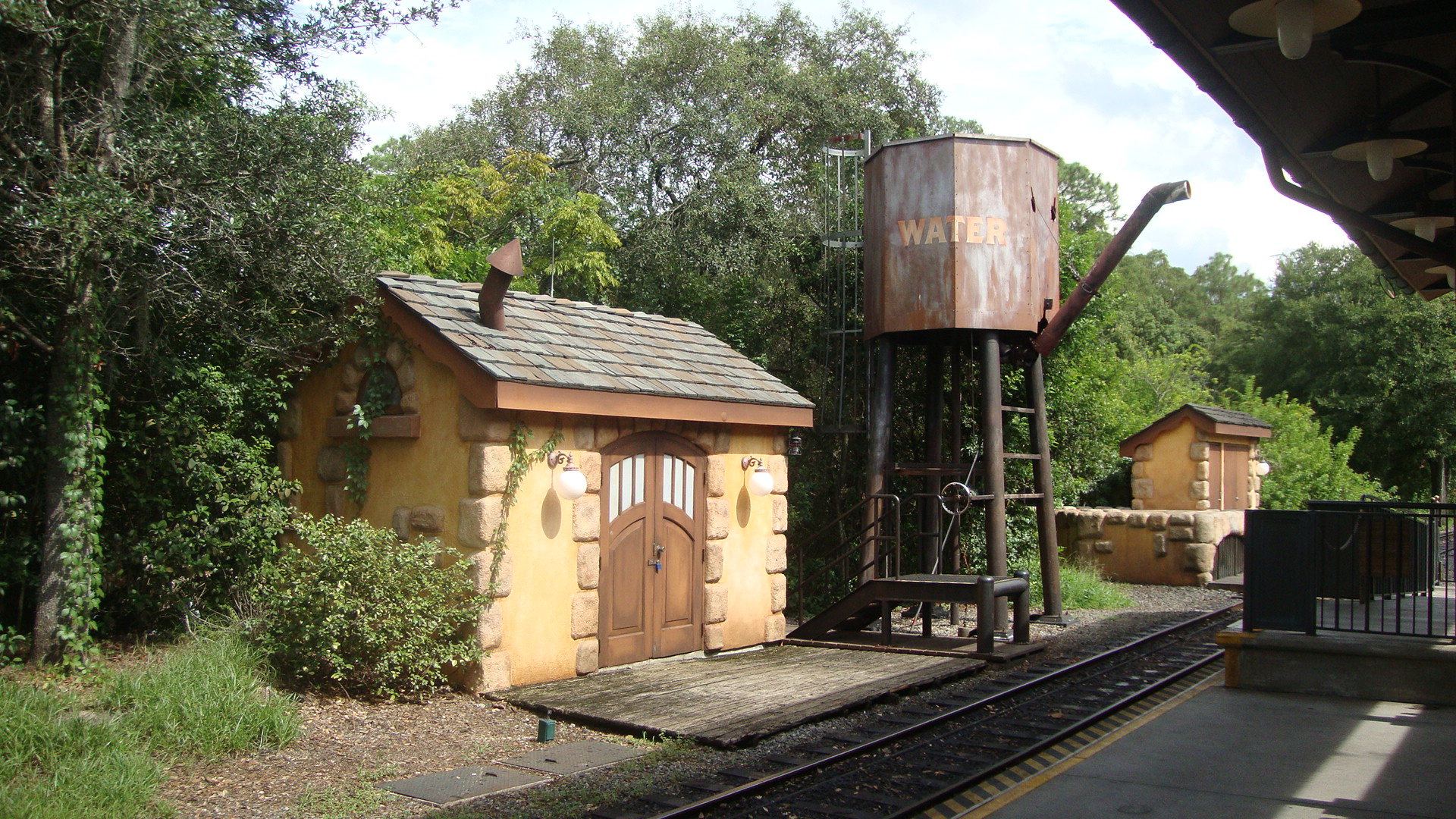
A WDWRR víztornya a Fantasyland állomáson

A WDWRR vonatai a Magic Kingdom park bejárata melletti Main Street, U.S.A. állomásról indulva az óramutató járásával megegyező irányban közlekednek az egyvágányú pályán, a parkot körkörösen körbejáró útvonalán, amely 7 809 láb (2380 m) hosszúságú..:2 Egy vonatút körülbelül 20 percig tart, amíg egy körutat megtesz a WDWRR fővonalán, és mindegyik vonat 4-10 percenként érkezik az egyes állomásokra. Egy adott napon két vagy három vonat közlekedik, egy átlagos napon kettő, egy forgalmas napon pedig három, a park vendégeinek számától függően.:7 Amíg az utasok a Main Street, U.S.A. állomáson várakoznak a következő vonatra, a váróteremben mutoszkópokat, medálokat és játékgépeket figyelhetnek meg. A WDWRR sebességkorlátozása 10 mph (16 km/h).
Ahogy a vonat elhagyja a Main Street, U.S.A. állomást, elhalad a Magic Kingdom monorail állomás mellett, keresztez egy bekötőutat az Adventureland részen, áthalad egy kis hídon, belép egy kis alagútba, és keresztez egy második bekötőutat a Frontierland részen.:47 Miután a vonat behajtott egy alagútba a már megszűnt Splash Mountain log flume attrakción keresztül, megáll a Frontierland állomáson.:48 Miközben a vonat az indulásra vár, az állomáson hallható egy hanghatás, amelyben egy távírász egy távíró billentyűvel Morse-kódot ír be, és Walt Disney 1955-ös Disneyland-avató beszédét közvetíti.
A vonat a vonalon tovább haladva elhalad a Big Thunder Mountain Railroad bányavasút hullámvasút attrakciója mellett, és áthalad egy teljesen működőképes lengőhídon, amely átkel egy csatornán, amely a Rivers of America folyót egy szárazdokk területével és a Seven Seas Lagoonnal köti össze.:3 Ez a híd eredetileg a floridai Wabassóban állt, és korábban a Florida East Coast Railway tulajdonában volt.:3 A vonat ezután a park északi részén halad keresztül, ahol számos statikus és audio-animátronikus bemutatót láthatunk indiánokról és vadállatokról.:48 Alkalmanként élő aligátorok és szarvasok is láthatók ezen a környéken. Ezenkívül a Liberty Belle folyami hajó is látható a Rivers of America folyón, amely gyakran a vonat mellett úszik, és fütyülve szólnak egymásnak. Ezután a vonat egy felüljáró alatt halad át, elhalad a WDWRR körgyárához vezető mellékvonalon, ahol a vonatokat tárolják és karbantartják, majd megérkezik a következő megállóhelyére, Fantasyland Stationre. Amíg a vonat megáll ezen az állomáson, ahol a vasút víztornyát használják a szerkocsi feltöltésére, ha szükséges, a vonat személyzete kazánfúvást és karbantartást végez a mozdonyon.
A vonat a parkot körbejáró útjának utolsó szakaszán a TRON Lightcycle / Run hullámvasút attrakció melletti két százalékos emelkedésű alagúton halad át.:5 Ezután a vonat elhalad a Space Mountain hullámvasút attrakció mellett a Tomorrowland részen, majd egy kis hídon halad át, mielőtt visszaérkezik a Main Street, U.S.A. állomásra.:48–49 A parkban a Grand Circle Tour néven emlegetett körút végére érve a vonat a következő állomáson halad.:49

Walt Disney World Railroad stations
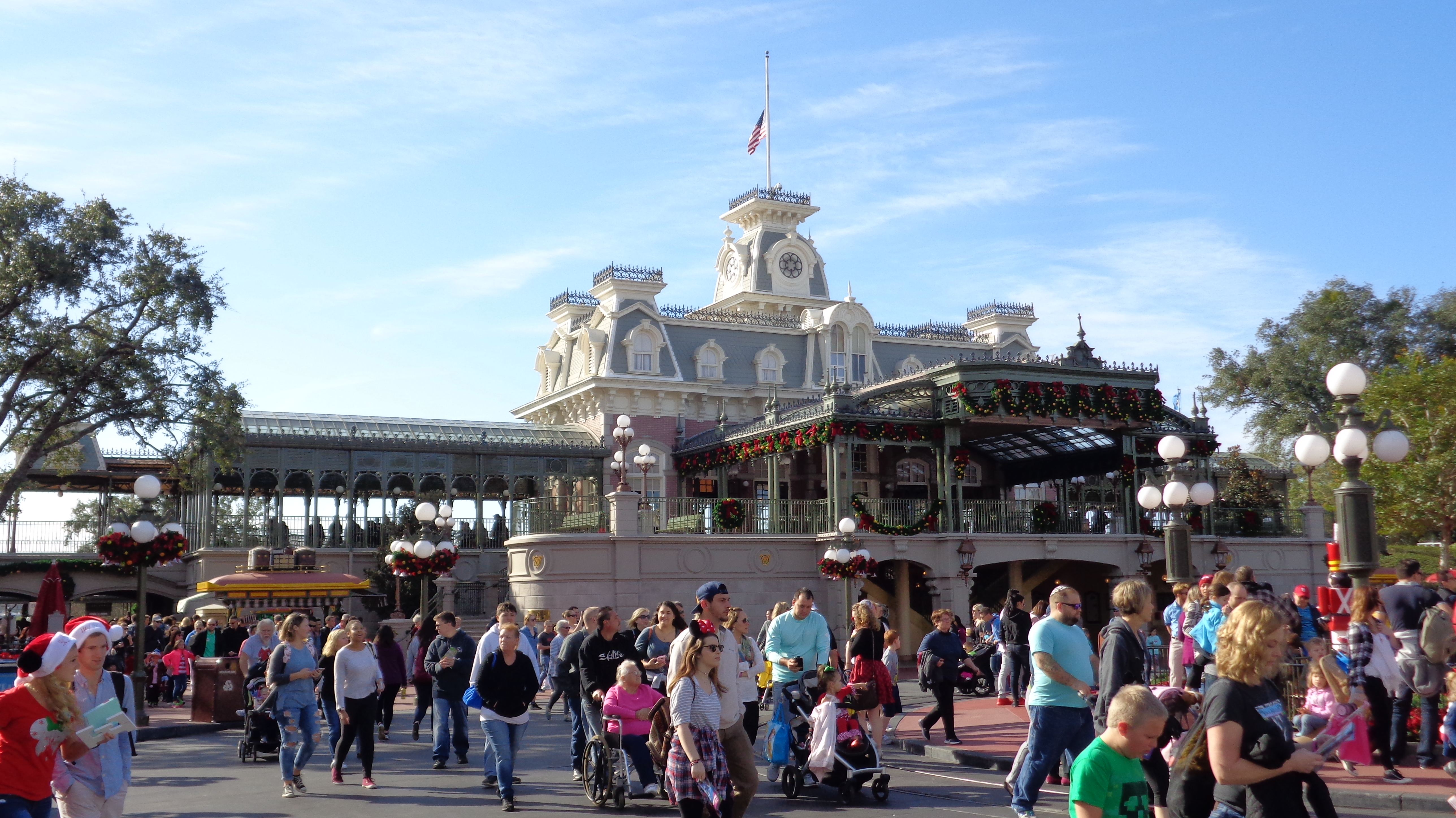
Main Street, U.S.A. Station
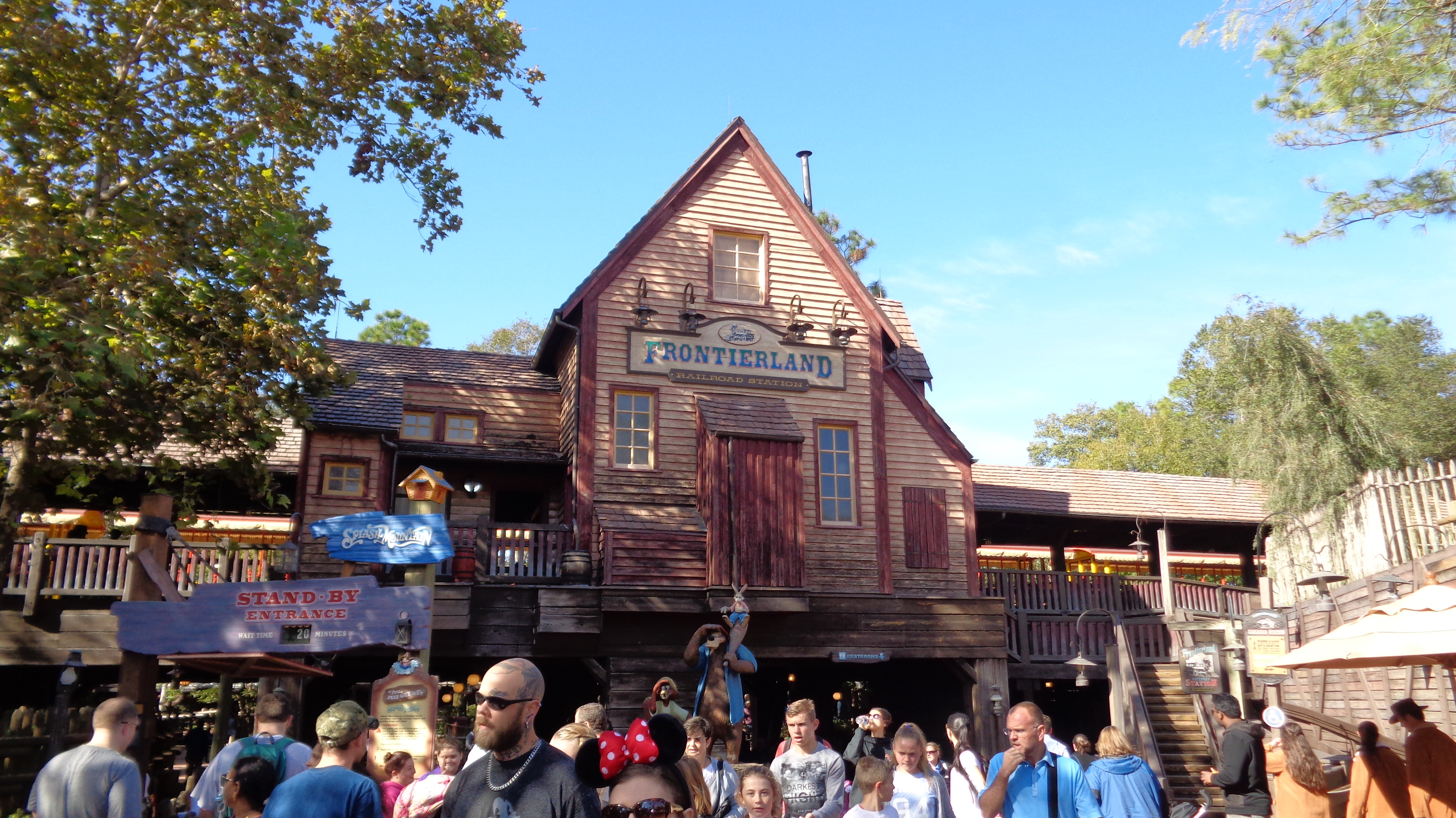
Frontierland Station
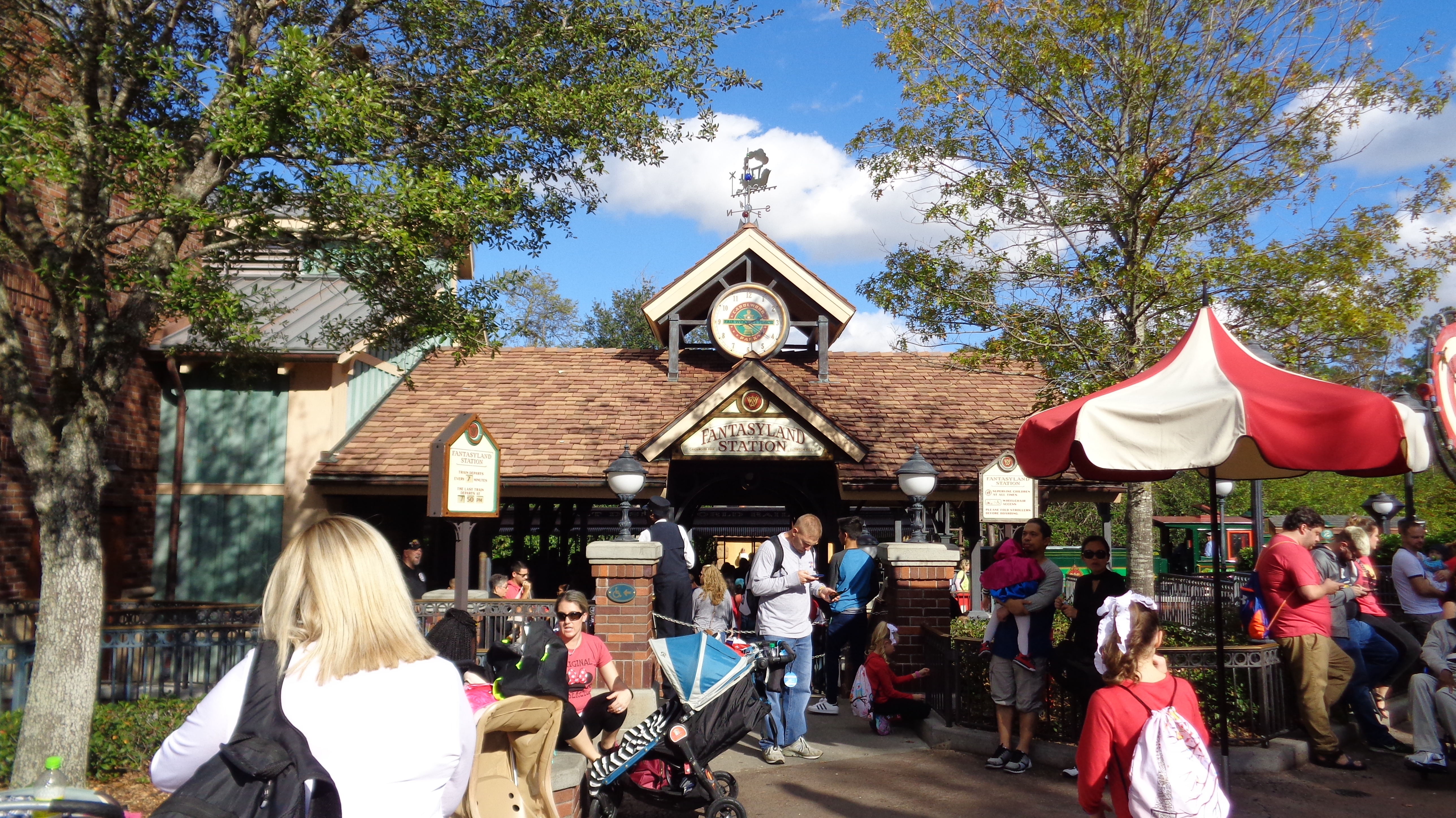
Fantasyland Station

A WDWRR átmenetileg bezárja a vonatokat heves zivatarok idején. A Magic Kingdom Parade rendezvények idején a vonatok körülbelül 15 percre leállnak, mivel a Frontierland szakaszon a felvonulási kocsik átkelnek a WDWRR síneken. A vonaton saját babakocsik és kerekesszékek is szállíthatóak, kivéve a kölcsönzött Disney babakocsikat és az elektromos szállítójárműveket. Minden állomáson akadálymentesített rámpán lehetett feljutni a kerekesszékes utasoknak a vonatra. 1999 augusztusa óta vasárnap és csütörtökön egy alkalommal külön áras túra is elérhető a WDWRR-en, a Disney's The Magic Behind Our Steam Trains Tour elnevezésű túra, amely magában foglalja a vasút egyébként korlátozás alá eső fűtőházába való bejutást. A túra végén a vendégek eredetileg ingyenes vasúti sínszegeket kaptak emlékbe, de a 2001. szeptember 11-i támadások miatt a sínszegekről lemondtak a zománcos kitűzők javára. 2020-ban a túra a COVID-19 járvány miatt nem volt elérhető.

## Járművek
A vonalon való munkavégzés során minden egyes WDWRR mozdony óránként 25 US gallon (95 l) üzemanyagot és 200 US gallon (760 l) vizet fogyaszt, és minden szerkocsi 664 US gallon (2510 l) üzemanyagot és 1837 US gallon (6950 l) vizet képes tárolni. A négy mozdony mindegyike három körönként vizet vételez Fantasyland állomáson, és egy öt személykocsiból álló szettet húz, amelyekben kocsinként 75 utas fér el, összesen 375 utas vonatonként. Az első személykocsiban mozgássérült-rámpa volt a két kerekesszékes utas felrakására. Alkalmanként a mozdonyokat és személykocsi-készleteiket felcserélik, ha valamelyikük nem üzemel.:3  A mozdonyok nem tartalmaznak fékeket, a személykocsik viszont igen.:5 1997. március 1-jén egy másik mozdony is érkezett a Walt Disney Worldbe, amelyet Ward Kimball egykori Disney-animátorról és vasútrajongóról neveztek el, de túl kicsinek ítélték a WDWRR üzemeltetéséhez, és helyette az ohiói Sanduskyban található Cedar Point & Lake Erie Railroadhoz küldték a Cedar Point vidámparkba. Korábban mind a négy mozdony az észak-karolinai Blowing Rockban található Tweetsie Railroadnál kapott nagyjavítást.:5 2010 óta a Pennsylvania állambeli Strasburg Rail Roadon (Strasburg, Pennsylvania) végeztek nagyjavítást.
| Szám | Név              | Névadó           | Kép | Tengelyelrendezés   | Gyártás éve     | Gyártó                   | Pályaszám | Személykocsik                   | Szolgálatba állás | Státusz         | Megjegyzés |
| ---- | ---------------- | ---------------- | --- | ------------------- | --------------- | ------------------------ | --------- | ------------------------------- | ----------------- | --------------- | --- |
| 1    | Walter E. Disney | Walt Disney      |     | 4-6-0 (Ten wheeler) | 1925 május      | Baldwin Locomotive Works | 58444     | Öt piros kocsi (100-as sorozat) | 1971 október 1.   | Üzemben         | A Strasburg Rail Road-nál 2016 és 2020 között végzett nagyjavítás után ez a mozdony új kazánt kapott, és tíz személykocsit húzott a november közepén 2022-ben tartott próbaútja során. |
| 2    | Lilly Belle      | Lillian Disney   |     | 2-6-0 (Mogul)       | 1928 szeptember | Baldwin Locomotive Works | 60598     | Öt zöld kocsi (200-as sorozat)  | 1971 október 1.   | Üzemben         | A Strasburg Rail Road-nál 2010 óta tartó többéves nagyjavítás után ez a mozdony új kazánt kapott, és 2016 végén visszatért a normál személyvonati szolgálatba. Ezt megelőzően mechanikai problémák miatt kizárólag a napi parknyitó ünnepségekre volt beosztva, ami 2017 elején megszűnt.                                                                 |
| 3    | Roger E. Broggie | Roger E. Broggie |     | 4-6-0 (Ten wheeler) | May 1925        | Baldwin Locomotive Works | 58445     | Öt sárga kocsi (300-as sorozat) | 1971 október 1.   | Felújítás alatt | Eredetileg Roy O. Disney-ről tervezték elnevezni, de mivel nem akarta, hogy a nevét a Walt Disney-ről elnevezett 1-es számú mozdonyhoz közel azonos mozdonyhoz kapcsolják, helyette a 4-es számú mozdonyt nevezték el róla. Ez volt az utolsó WDWRR mozdony, amelyet a Tweetsie Railroadnál felújítottak.                                                 |
| 4    | Roy O. Disney    | Roy O. Disney    |     | 4-4-0 (American)    | 1916 február    | Baldwin Locomotive Works | 42915     | Öt kék kocsi (400-as sorozat)   | 1971 december 1   | Üzemben         | Ez a mozdony a Magic Kingdom legrégebbi, kifejezetten erre a célra épített szórakoztató attrakciója, az 1917-ben épült Prince Charming Regal Carrousel előtt készült. Üzembe helyezésének időpontja két hónappal a park megnyitása utánra csúszott, hogy a vázon egy nagyobb javítást végezzenek el. 2016-ban a mozdony részt vett a százéves ünnepségen. |